# Колібрі-смарагд венесуельський
Колі́брі-смара́гд венесуельський (Chlorostilbon alice) — вид серпокрильцеподібних птахів родини колібрієвих (Trochilidae). Ендемік Венесуели. Раніше вважався підвидом короткохвостого колібрі-смарагда, однак був визнаний окремим видом.

## Опис
Довжина самців становить 7,5-8,5 см, самиць 6,5-7,5 см. вага 3-4 г. У самців голова і шия золотисто-зелені, блискучі, спина райдужно-зелена з мідно-червоним відблиском. Нижня частина тіла мідно-зелена, хвіст оливково-зелений, дещо роздвоєний, крайні три пари стернові пер дуже тонкі, шипоподібні. Дзьоб короткий, прямий, чорний, довжиною 13 мм. Усамиць верхня частина тіла блискучо-зелена, щоки темні, за очима короткі білі смуги. Нижня частина тіла світло-сіра. Хвіст темно-зелений, короткий, з темною смугою на кінці. Дві крайні пари стернових пера поцятковані великими сіруватими плямами.

## Поширення і екологія
Венесуельські колібрі-смарагди мешкають в горах Прибережного хребта на півночі Венесуели. Вони живуть на узліссях вологих гірських і рівнинних тропічних лісів та на плантаціях, на висоті від 700 до 1800 м над рівнем моря. Живляться нектаром квітучих рослин з невеликою продуктивністю нектару, а також "викрадають" нектар, залітаючи на кормові території інших колібрі. Іноді вони живляться комахами, яких ловлять в польоті. Шукають їжу на висоті від 1 до 6 м над землею. Венесуельські колібрі-смарагди гніздяться з січня по березень. Гніздо чашоподібне, робиться з рослинних волокон, шматочків листя і кори, встелюється м'яким матеріалом, розміщується на тонкій гілці, на висоті 1 м над землею. В кладці 2 яйця. Інкубаційний період триває 14 днів, пташенята покидають гніздо через 20-22 дні після вилуплення.